# Jeppe Illum
Jeppe Illum (født 25. marts 1992) er en dansk fodboldspiller, der er pt. er klubløs.

## Karriere

### Silkeborg IF
Jeppe Illum spillede for første gang for klubbens førstehold efter halvandet år i klubben, hvor han scorede begge holdets mål. Den 19. marts 2011 fik Jeppe Illum sin officielle debut i Superligaen, da han blev skiftet ind i det 90. minut i stedet for Rajko Lekic i en 1-1-kamp imod Odense Boldklub.
Jeppe Illum spillede i alt 107 kampe og scorede 14 mål for Silkeborg IF.

### Næstved Boldklub
På transfervinduets sidste dag den 1. februar 2016 sikrede Næstved Boldklub sig Jeppe Illum transferfrit på en halvandetårig lang aftale. Han var deltidsprofessionel under sin tid i Næstved Boldklub.

### Vendsyssel FF
Den 22. juni 2017 skrev Illum under på en kontrakt med Vendsyssel FF. Han skrev under på en toårig fuldtidsprofessionel kontrakt.
Han fik sin debut i 1. division for Vendsyssel FF den 30. juli 2017, da han startede inde og spillede de første 75 minutter, inden han blev erstattet af Emmanuel Ogude i en 2-0-sejr over Fremad Amager. Det blev starten på en 2017-18-sæson, hvor han var stort set fast mand med 29 optrædener i 33 kampe (19 kampe som en del af startopstilligen, ti som indskiftende spiller). Vendsyssel FF rykkede i sommeren 2018 op i Superligaen, men det resulterede for Illums tilfælde med mindre spilletid. I efteråret 2018 blev det til blot tre kampe i Superligaen (alle som indskifter) samt tre kampe i DBU Pokalen. Grundet den manglende spilletid trænede Illum derfor i januar 2019 med i Næstved Boldklub.
I januar 2019 på transfervinduets sidste dag blev Illum egentlig udlejet til Næstved Boldklub, men senere blev det offentligt kendt, at Næstved Boldklub ikke havde registeret Illum i stede, hvorfor han ikke havde tilladelse til at spille for klubben. I stedet blev han i starten af april 2019 udlejet til FC Roskilde for den resterende del af foråret 2019.
Da kontrakten med Vendsyssel FF var udløbet samtidig med kontrakten i FC Roskilde, var han i begyndelsen af sommeren 2019 klubløs. Han havde herefter overvejelser omkring, i hvilken grad han skulle satse på en fodboldkarriere.

### Holbæk B&I
Jeppe Illum deltog i træningen hos Holbæk B&I i vinterpausen, men endte med ikke at skrive med klubben. Men i juni skrev han så under på en kort aftale, hvor han skal hjælpe Holbæk B&I i nedrykningsspillet efter corona-nedlukningen i dansk fodbold.. Kontrakten gælder kun sæsonen ud .